# Lorenza Vigarani
Lorenza Vigarani (Bologna, 10 dicembre 1969) è un'ex nuotatrice italiana, specializzata soprattutto nel dorso  in cui è stata competitiva a livello europeo per molti anni, nonché 52 volte campionessa italiana. Ha avuto successo anche nelle staffette miste, ed è stata una discreta stileliberista.

## Carriera
Iniziò la carriera alla UISP Bologna, allenata da Franco Carboni, e iniziò a mettersi in luce nel 1984 quando vinse le sue prime medaglie assolute nei 100 e 200 m dorso, specialità in cui fu imbattuta ai campionati italiani per una decina d'anni dopo che Manuela Carosi decise di passare allo stile farfalla. Nel 1985 ha fatto il suo esordio ai campionati europei di Sofia arrivando in finale nei 200 m assieme a Yolanda van der Straten.
Al debutto ai campionati mondiali di Madrid nel 1986 arriva a nuotare nelle finali B delle gare di dorso, ma è stata protagonista con la staffetta 4 × 100 m mista con Manuela Dalla Valle, Ilaria Tocchini e Silvia Persi che è arrivata quarta in finale. Nel 1987 ha mostrato i suoi progressi quando, convocata in agosto agli europei di Strasburgo, è arrivata in finale sia nei 100 che nei 200 m (migliorando due volte nelle due distanze i primati italiani), e ha vinto la sua prima medaglia europea con la stessa formazione dei mondiali arrivando seconda nella finale della 4 × 100 m mista dietro alla Germania Est. Un mese dopo ai Giochi del Mediterraneo di Latakia ha vinto l'oro nei 200 m e l'argento nei 100 m dorso.
Nel 1988 arriva la convocazione ai Giochi Olimpici di Seul, in cui è stata semifinalista nei 100 e 200 m dorso e finalista, sempre con Dalla valle, Tocchini e Persi, nella 4 × 100 m mista. A Nizza nell'aprile del 1989 ha fatto parte della squadra che ha battuto quella francese per pochi punti in Coppa Latina, e agli europei di Bonn nell'estate è arrivata quinta in finale nei 200 m dorso e per la seconda volta medaglia d'argento con la Dalla Valle, Manuela Carosi e la Persi dietro alle tedesche dell'est. L'anno dopo ha contribuito in aprile a La Paz, in Messico, ad una nuova vittoria dell'Italia nella Coppa Latina vincendo le due gare del dorso.
Ai campionati mondiali del gennaio 1991 a Perth è entrata per la prima volta in una finale mondiale individuale nei 200 m e con la staffetta 4 × 100 m mista ha mancato la qualificazione alla finale perché squalificata dopo che aveva ottenuto il secondo tempo in batteria. A luglio ha nuotato ad Atene ai Giochi del Mediterraneo dove ha vinto due ori nei 200 m e nella staffetta mista: poche settimane dopo, sempre ad Atene, è stata finalista nelle stesse gare ai campionati europei.
Ha partecipato alla prima edizione dei campionati europei sprint a Gelsenkirchen vincendo la medaglia d'argento nella 4 × 50 m mista con la Dalla Valle, la Tocchini e Cristina Chiuso. Nell'estate del 1992 ha partecipato ai Giochi Olimpici di Barcellona arrivando in semifinale nei 200 m e sfiorando l'ingresso nella finale della staffetta mista. Nel 1993 ha cambiato squadra, passando alla Fiorentina Nuoto: proprio a Firenze si è disputata la Coppa Latina quell'anno e Lorenza ha portato altri punti importanti per battere la squadra francese migliorando un'altra volta il primato italiano dei 200 m dorso. Confermando il successo di aprile, ai campionati europei di Sheffield a fine luglio ha nuotato in finale nei 100 m arrivando quinta e ha vinto la sua prima medaglia individuale in una manifestazione di quell'importanza vincendo l'argento nei 200 m battuta solo da Krisztina Egerszegi.
Dopo solo un anno nella Fiorentina Nuoto ha cambiato ancora squadra nel 1994 passando alla President Bologna, allenata da Marco Tornatore e da Alberto Castagnetti. In quella squadra ha dimostrato di avere anche doti da stileliberista vincendo titoli italiani sia individualmente che in staffetta senza incidere sul duo rendimento come dorsista (in totale ne ha vinti otto nel 1994 e nove nel 1995). L'unica medaglia italiana ai Campionati mondiali di Roma diversa da quelle della pallanuoto è stata vinta dalla Vigarani nei 200 m con il tempo di 2'10"92, prestazione che è rimasta primato italiano fino al giugno del 2006 quando è stato battuto da Alessia Filippi (2'09"76) al Trofeo Sette Colli di Roma. Sempre ai mondiali è stata anche finalista con la staffetta mista, arrivando sesta con le "solite" Dalla valle e Tocchini e con Cecilia Vianini.
Le sue vittorie nei 100 e 200 m dorso non hanno evitato all'Italia di finire terza alla Coppa Latina nella primavera del 1995: nell'estate successiva ha partecipato ai suoi ultimi campionati europei a Vienna in cui è entrata per la terza volta nella finale dei 100 m e per la sesta in quella dei 200 m dorso, oltre che a sfiorare ancora il podio nella staffetta mista. Ha concluso la sua carriera con la nazionale nuotando ai Giochi Olimpici di Atlanta 1996, dove è arrivata in finale con la stessa staffetta mista dei mondiali di Roma e dove ha disputato una finale olimpica individuale nei 200 metri dorso chiudendo al settimo posto.
Ha vinto il suo ultimo titolo italiano nel 1997 e concluso la sua carriera nella President Bologna nel 1999, ventinovenne. In carriera ha migliorato 29 primati italiani, 15 in vasca lunga e 14, tra cui uno europeo, in vasca corta.

## Primati personali
- 100 m dorso

1'02"85, Strasburgo, 22 agosto 1987
- 200 m dorso

in vasca lunga: 2'10"92, Roma, 11 settembre 1994
in vasca corta: 2'07"30, Parigi, 26 marzo 1994 - Primato europeo

## Palmarès
| Giochi olimpici             | 100 m dorso               | 200 m dorso               | 4 × 100 m mista                    |
| 1988 Seul Corea del Sud     | 13ª in semifinale 1'03"88 | 13ª in semifinale 2'18"69 | 8ª - 4'13"85 frazione: 1'03"96     |
| 1992 Barcelona Spagna       | 23ª in batteria 1'04"65   | 13ª in semifinale 2'16"21 | 9ª - 4'12"77 frazione: 1'03"97     |
| 1996 Atlanta Stati Uniti    | ---                       | 7ª 2'14"56                | 8ª - 4'10"59 frazione: 1'03"73     |
| Campionati del mondo        | 100 m dorso               | 200 m dorso               | 4 × 100 m mista                    |
| 1986 Madrid Spagna          | 8ª in finale B 1'04"81    | 2ª in finale B 2'17"11    | 4ª - 4'12"27 frazione: 1'04"51     |
| 1991 Perth Australia        | 2ª in finale B 1'04"27    | 8ª 2'16"04                | squalificata in batteria           |
| 1994 Roma Italia            | 1ª in finale B 1'03"15    | Bronzo 2'10"92            | 6ª - 4'12"41 frazione: 1'02"96     |
| Campionati europei          | 100 m dorso               | 200 m dorso               | 4 × 100 m mista                    |
| 1985 Sofia Bulgaria         | 1ª in finale B 1'04"84    | 7ª 2'17"95                | ---                                |
| 1987 Strasburgo Francia     | 6ª 1'03"33                | 5ª 2'14"43                | Argento: 4'10"04 frazione: 1'02"85 |
| 1989 Bonn Germania Ovest    | 1ª in finale B 1'04"54    | 5ª 2'15"92                | Argento: 4'10"78 frazione: 1'03"90 |
| 1991 Atene Grecia           | 3ª in finale B 1'05"05    | 8ª 2'15"31                | 5ª - 4'17"63 frazione: 1'04"10     |
| 1993 Sheffield Regno Unito  | 5ª 1'03"53                | Argento 2'11"94           | 4ª - 4'12"37 :                     |
| 1995 Vienna Austria         | 7ª 1'03"55                | 4ª 2'12"60                | 4ª - 4'12"85 :                     |
| Europei sprint              | ---                       | ---                       | 4 × 50 m mista                     |
| 1991 Gelsenkirchen Germania | ---                       | ---                       | Argento: 1'55"84 :                 |
| Giochi del Mediterraneo     | 100 m dorso               | 200 m dorso               | 4 × 100 m mista                    |
| 1987 Latakia Siria          | Argento 1'03"74           | Oro 2'15"17               | ---                                |
| 1991 Atene Grecia           | ---                       | Oro 2'15"81               | Oro: 4'18"81 :                     |

### Altri risultati
Coppa latina (vengono elencate solo le gare individuali)
- 1989, Nizza,  Francia

100 m dorso: argento, 1'05"24
200 m dorso: oro, 2'18"16
- 1990, La Paz,  Messico

100 m dorso: oro, 1'04"75
200 m dorso: oro, 2'17"28
- 1993, Firenze,  Italia

100 m dorso: oro, 1'03"82
200 m dorso: oro, 2'13"56
- 1995, Belo Horizonte,  Brasile

100 m dorso: oro, 1'04"32
200 m dorso: oro, 2'14"47
Campionati italiani
42 titoli individuali e 10 in staffette, così ripartiti:
- 1 nei 200 m stile libero
- 1 negli 800 m stile libero
- 19 nei 100 m dorso
- 21 nei 200 m dorso
- 2 nella staffetta 4 × 100 m stile libero
- 4 nella staffetta 4 × 200 m stile libero
- 4 nella 4 × 100 m mista

| Anno | Edizione    | st.libero 200 m | st.libero 800 m | dorso 100 m | dorso 200 m | st.libero 4×100 m | st.libero 4×200 m | mista 4×100 m |
| ---- | ----------- | --------------- | --------------- | ----------- | ----------- | ----------------- | ----------------- | ------------- |
| 1984 | Primaverili | -               | -               | -           | 3           | -                 | -                 | -             |
| 1985 | Primaverili | -               | -               | -           | 2           | -                 | -                 | -             |
| 1985 | Estivi      | -               | -               | 1           | 1           | -                 | -                 | -             |
| 1986 | Primaverili | -               | -               | 2           | 2           | -                 | -                 | -             |
| 1986 | Estivi      | -               | -               | 1           | 1           | -                 | -                 | -             |
| 1987 | Primaverili | -               | -               | 2           | 2           | -                 | -                 | -             |
| 1987 | Estivi      | -               | -               | 2           | 2           | -                 | -                 | -             |
| 1988 | Primaverili | -               | -               | 1           | 1           | -                 | -                 | 3             |
| 1988 | Estivi      | -               | -               | 2           | 1           | -                 | -                 | -             |
| 1989 | Primaverili | -               | -               | 1           | 1           | -                 | -                 | -             |
| 1989 | Estivi      | -               | -               | 1           | 1           | -                 | -                 | -             |
| 1990 | Primaverili | -               | -               | 1           | 1           | -                 | -                 | -             |
| 1990 | Estivi      | -               | -               | 1           | 1           | -                 | -                 | -             |
| 1991 | Primaverili | -               | -               | 1           | 1           | -                 | -                 | -             |
| 1991 | Estivi      | -               | -               | 1           | 1           | -                 | -                 | -             |
| 1992 | Primaverili | -               | -               | 1           | 1           | -                 | -                 | -             |
| 1992 | Estivi      | -               | -               | 1           | 1           | -                 | -                 | -             |
| 1993 | Primaverili | -               | -               | 1           | 1           | -                 | 2                 | -             |
| 1993 | Estivi      | -               | -               | 1           | 1           | -                 | 2                 | -             |
| 1994 | Primaverili | 2               | 3               | 1           | 1           | 2                 | 1                 | 2             |
| 1994 | Estivi      | -               | -               | 1           | 1           | 1                 | 1                 | 1             |
| 1995 | Primaverili | 1               | 1               | 1           | 1           | 3                 | 1                 | 2             |
| 1995 | Estivi      | 2               | -               | 1           | 1           | -                 | 1                 | 1             |
| 1996 | Primaverili | -               | -               | 1           | 1           | -                 | 3                 | 2             |
| 1996 | Estivi      | -               | -               | 1           | 1           | 1                 | -                 | 1             |
| 1997 | Primaverili | -               | -               | 2           | 1           | -                 | 3                 | 2             |
| 1997 | Estivi      | -               | -               | -           | -           | -                 | 2                 | 1             |